# فرقاطة أرييل

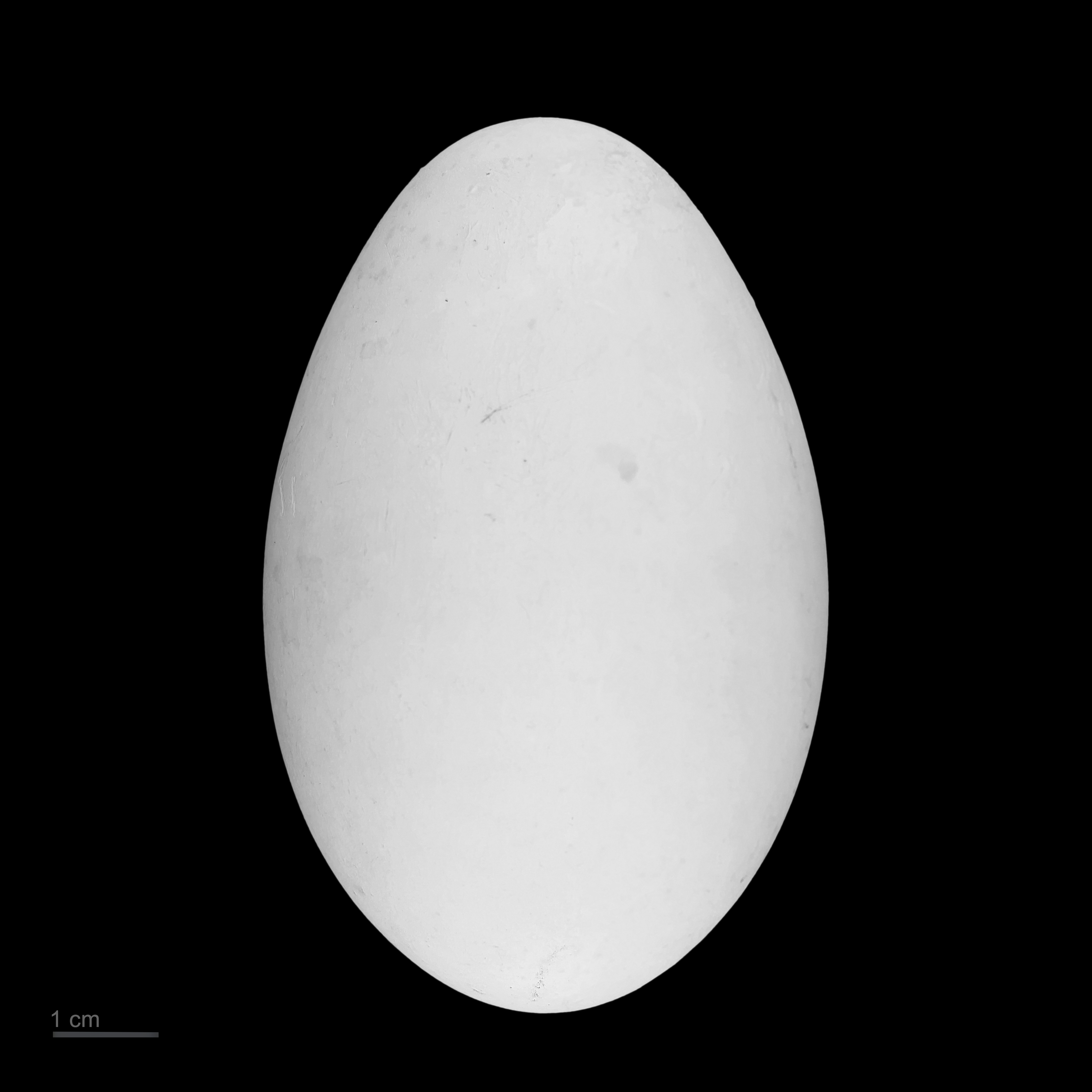
Fregata ariel

فرقاطة أرييل(Fregata ariel) هو طائر من الطيور التي تنتمي إلى عائلة الفرقاطات.

## معرض صور

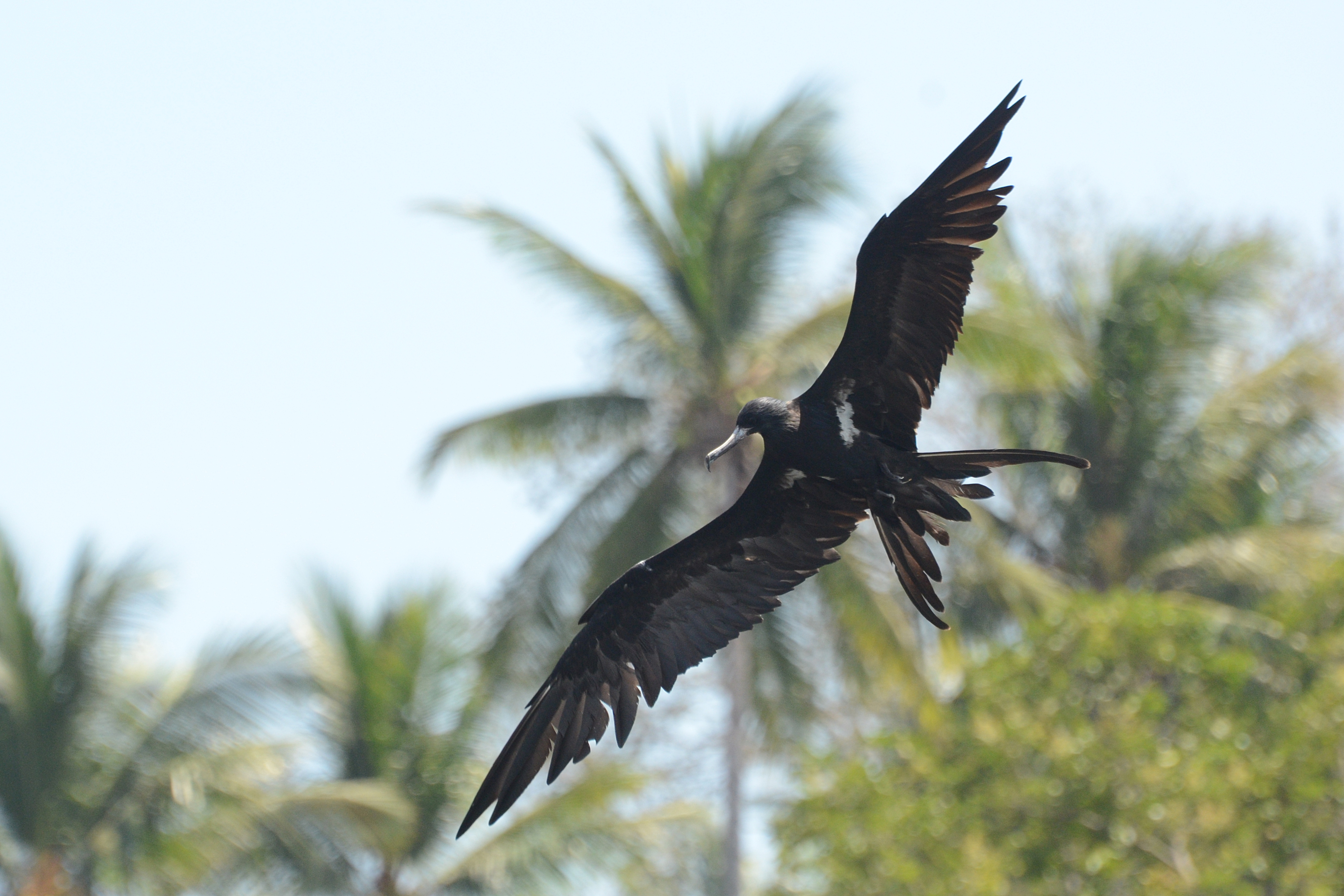
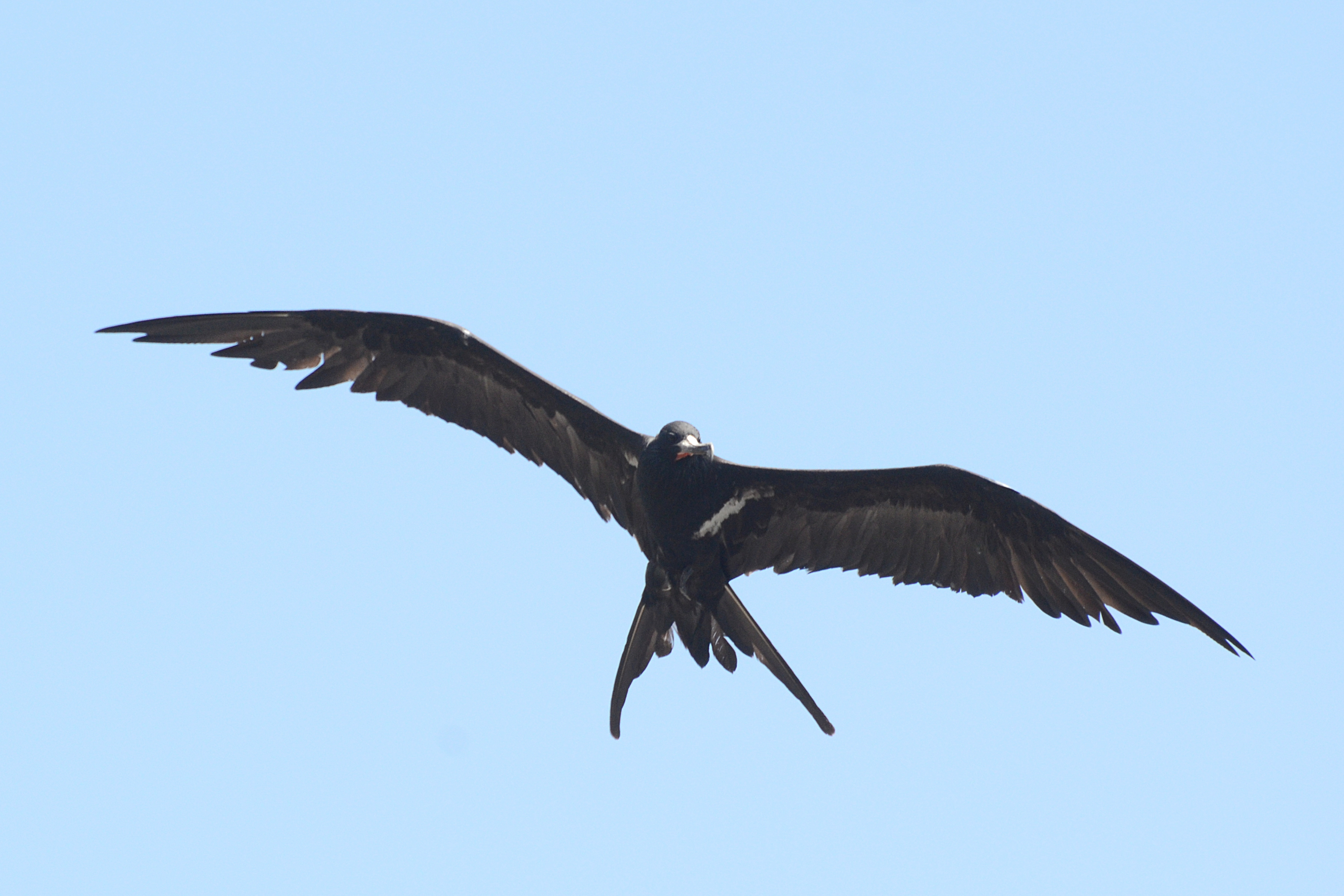
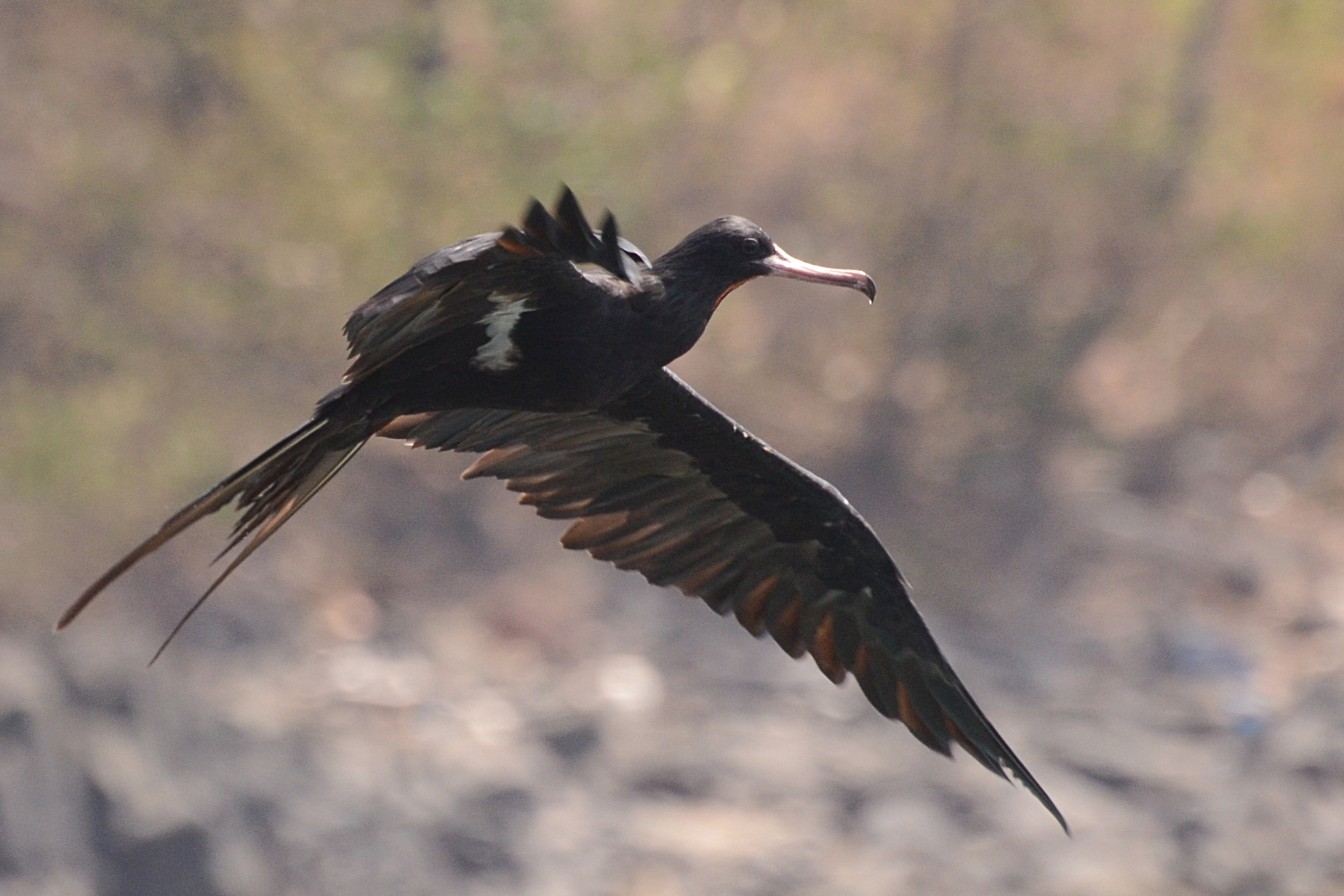
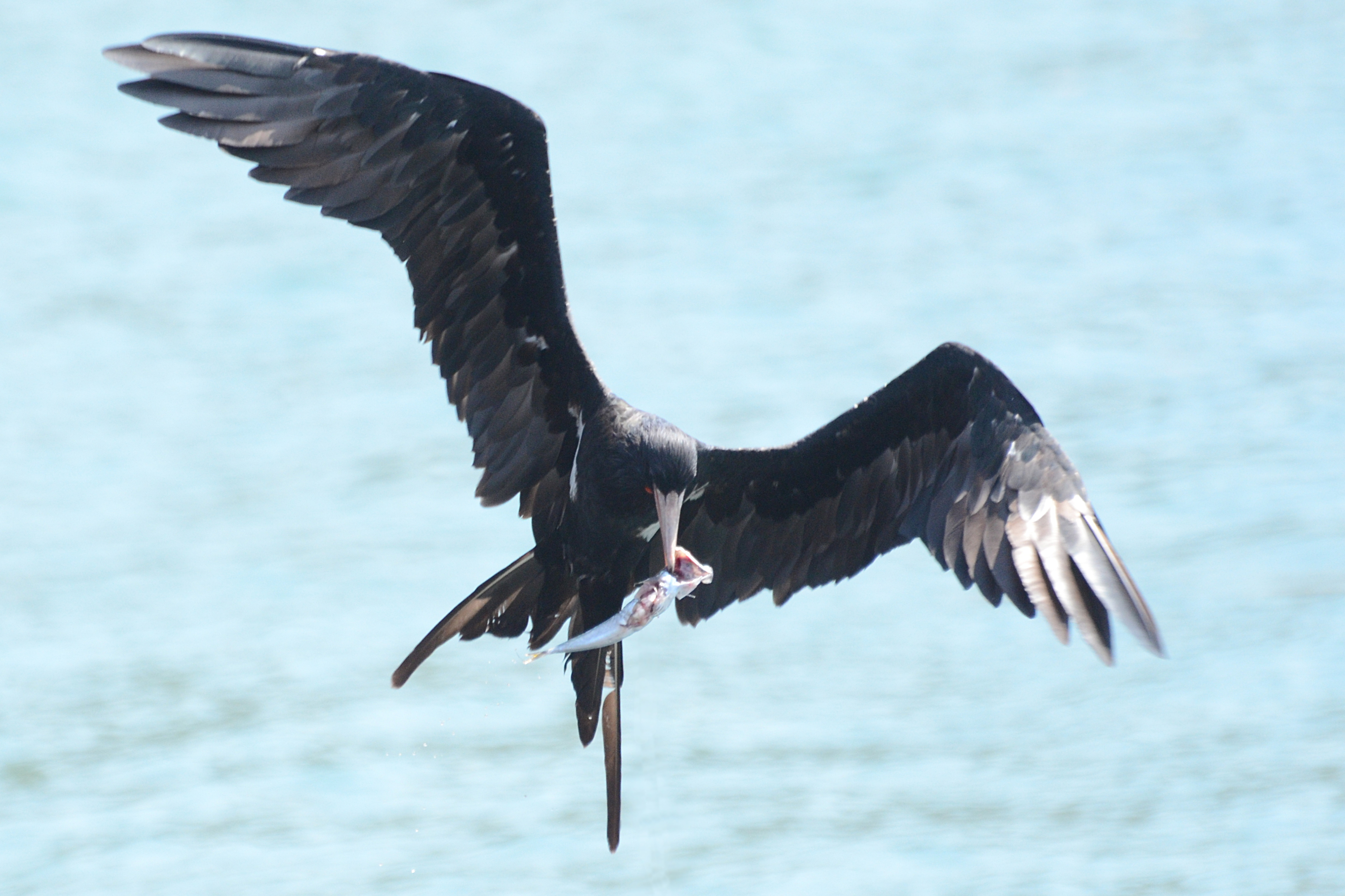